# ریورساید (کالیفرنیا)
ریورساید (به انگلیسی: Riverside) محله‌ای در شرق ابرشهر لس‌آنجلس بزرگ در ایالت کالیفرنیا در آمریکا است.

## آب و هوا

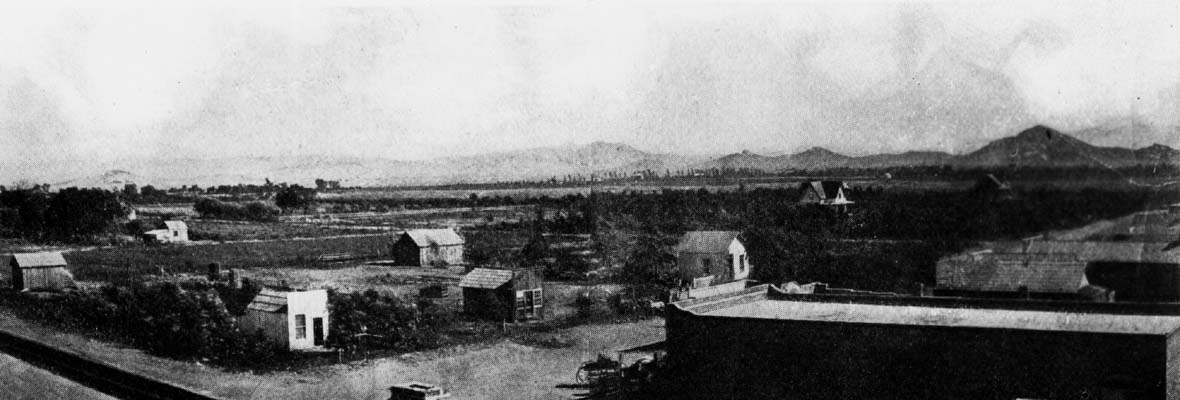
ریور ساید، ۱۸۷۶.

کمینه دمای بهار بین ۱۱ تا ۱۷ درجه سانتی گراد متغیر است. بدانید که میانگین کمینه برابر ۱۳ درجه سانتی گراد است.
بیشینه دمای بهار بین ۲۱ تا ۳۸ درجه سانتی گراد متغیر است. بدانید که میانگین بیشینه برابر ۲۷ درجه سانتی گراد است.
کمینه دمای تابستان بین ۱۴ تا ۲۴ درجه سانتی گراد متغیر است. بدانید که میانگین کمینه برابر ۱۷ درجه سانتی گراد است.
بیشینه دمای تابستان بین ۲۹ تا ۴۰ درجه سانتی گراد متغیر است. بدانید که میانگین بیشینه برابر ۳۴ درجه سانتی گراد است.
کمینه دمای پاییز بین ۸ تا ۱۶ درجه سانتی گراد متغیر است. بدانید که میانگین کمینه برابر ۱۲ درجه سانتی گراد است.
بیشینه دمای پاییز بین ۱۹ تا ۳۳ درجه سانتی گراد متغیر است. بدانید که میانگین بیشینه برابر ۲۸ درجه سانتی گراد است.
کمینه دمای زمستان بین ۳ تا ۱۱ درجه سانتی گراد متغیر است. بدانید که میانگین کمینه برابر ۷ درجه سانتی گراد است.
بیشینه دمای زمستان بین ۱۳ تا ۲۹ درجه سانتی گراد متغیر است. بدانید که میانگین بیشینه برابر ۱۹ درجه سانتی گراد است.
بارش سالیانه ۲۶۷ میلی‌متر است. بیشتر بارش‌ها در چهار ماه دسامبر، ژانویه، فوریه، مارچ روی می‌دهد. بارش در سه ماه اکتبر، نوامبر، آوریل کم است. می‌توان از بارش در ماه‌های دیگر سال صرف نظر کرد. به عبارت دیگر این شهر دارای بارش زمستانی است و تابستان‌ها بارندگی وجود ندارد. زمان بارش، دمای هوا از ۱۰ رجه سانتی گراد کمتر نمی‌شود؛ بنابراین برف در این شهر معنی ندارد. البته اگر از استثناهایی که هر چند ده سال یک بار تکرار می‌شود صرف نظر کنیم.
گرم‌ترین ماه سال آگوست و بعد آن ژوئیه است. سردترین ماه سال ژانویه و بعد آن دسامبر و بعد آن فوریه است!
این شهر دارای اختلاف دمای کمینه و دمای بیشینهٔ بسیار زیادی است. اختلاف دمای ۲۰ درجه عادی حساب می‌شود! بعضی روزها، این اختلاف دما به ۲۵ درجه نیز می‌رسد!
ریورساید با اقیانوس فقط یک ساعت فاصله دارد؛ بنابراین مانند تمام مناطق ساحلی انتظار رطوبت زیاد هوا را داشته باشید. این رطوبت مخصوص تابستان نیست و در کل سال شما این رطوبت هوا را احساس می‌کنید.